# 2020년 하계 올림픽 난민 선수단
2020년 하계 올림픽 난민 선수단은 2021년 7월 23일부터 8월 8일까지 일본 도쿄에서 열린 2020년 하계 올림픽에 참가한 올림픽 난민 선수단이다.

## 참가 선수 목록
국제 올림픽 위원회(IOC)는 2021년 6월 8일에 2020년 도쿄 하계 올림픽에 참가할 난민 선수단 명단을 공개했다.
| 선수명                        | 출신 국가        | 담당 NOC          | 종목     | 세부 종목          |
| ----------------------------- | ---------------- | ----------------- | -------- | ------------------ |
| 도리앙 켈레텔라               | 콩고 공화국      | 포르투갈          | 육상     | 남자 100m          |
| 로즈 로코니엔                 | 남수단           | 케냐              | 육상     | 여자 800m          |
| 제임스 치엥지에크             | 남수단           | 케냐              | 육상     | 남자 800m          |
| 안젤리나 로할리트             | 남수단           | 케냐              | 육상     | 여자 1500m         |
| 폴로 아모툰 로코로            | 남수단           | 케냐              | 육상     | 남자 1500m         |
| 자말 압델마지 에이사 모함메드 | 수단             | 이스라엘          | 육상     | 남자 5000m         |
| 타츨로위니 가브리예소스       | 에리트레아       | 이스라엘          | 육상     | 남자 마라톤        |
| 아람 마흐무드                 | 시리아           | 네덜란드          | 배드민턴 | 남자 단식          |
| 웨삼 살라마나                 | 시리아           | 독일              | 복싱     | 남자 라이트웰터급  |
| 엘드리크 세야                 | 베네수엘라       | 트리니다드 토바고 | 복싱     | 남자 미들급        |
| 사에이드 파즐룰라             | 이란             | 독일              | 카누     | 남자 K-1 1000m     |
| 마소마 알리 자다              | 아프가니스탄     | 프랑스            | 사이클   | 여자 타임 트라이얼 |
| 아흐마드 와이스               | 시리아           | 스위스            | 사이클   | 남자 타임 트라이얼 |
| 산다 알다스                   | 시리아           | 네덜란드          | 유도     | 혼성 단체전        |
| 아흐마드 알리카즈             | 시리아           | 독일              | 유도     | 혼성 단체전        |
| 무나 다후크                   | 시리아           | 네덜란드          | 유도     | 혼성 단체전        |
| 자바드 마주브                 | 이란             | 캐나다            | 유도     | 혼성 단체전        |
| 포폴레 미셍가                 | 콩고 민주 공화국 | 브라질            | 유도     | 혼성 단체전        |
| 니가라 샤힌                   | 아프가니스탄     | 러시아            | 유도     | 혼성 단체전        |
| 와엘 슈에브                   | 시리아           | 독일              | 가라테   | 남자 카타          |
| 하문 데라프시푸르             | 이란             | 캐나다            | 가라테   | 남자 67kg급        |
| 루나 솔로몬                   | 에리트레아       | 스위스            | 사격     | 여자 10m 공기소총  |
| 알라 마소                     | 시리아           | 독일              | 수영     | 남자 50m 자유형    |
| 유스라 마르디니               | 시리아           | 독일              | 수영     | 여자 100m 접영     |
| 디나 푸르유네스               | 이란             | 네덜란드          | 태권도   | 여자 49kg급        |
| 키미아 알리자데               | 이란             | 독일              | 태권도   | 여자 57kg급        |
| 압둘라 세디키                 | 아프가니스탄     | 벨기에            | 태권도   | 남자 68kg급        |
| 시릴 차체                     | 카메룬           | 영국              | 역도     | 남자 96kg급        |
| 아케르 알오바이디             | 이라크           | 오스트리아        | 레슬링   | 남자 자유형 67kg급 |

## 같이 보기
- 2020년 하계 패럴림픽 난민 선수단